# Ernesto Sevilla López
Ernesto Sevilla López (Albacete; 16 de maig de 1978) és un director, actor, humorista, guionista i presentador de televisió espanyol.

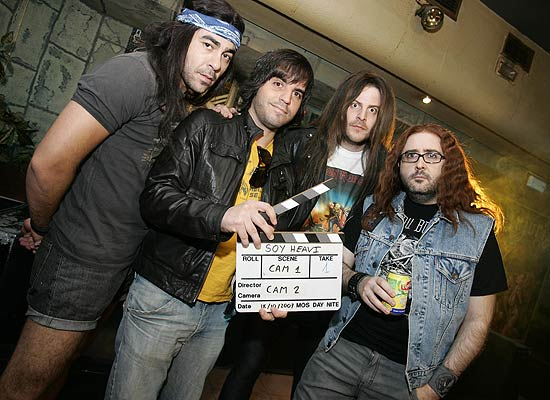
Pablo Chiapella, Ernesto Sevilla, Raúl Cimas i Carlos Areces durant la gravació de Muchachada Nui.

## Biografia
Llicenciat en Belles arts per la facultat de Belles arts de Conca, va començar com guionista del canal Paramount Comedy en Espanya gràcies a Santiago de Lucas, realitzador en la cadena, el qual va dir als seus caps que Ernesto tenia molt de talent i que havia escrit una sèrie sencera, encara que era mentida. Va aconseguir un treball com a guionista i va recomanar a Joaquín Reyes, que va començar com a monologuista i va acabar tenint un programa propi: La Hora Chanante. Posteriorment, Ernesto i Joaquín van començar a incloure en els seus guions als seus amics de la universitat de Conca: Julián López, Raúl Cimas, Carlos Areces… i així va néixer el format de culte que es va vendre a La 2 com Muchachada Nui. Un dels seus personatges més memorables en el programa va ser El Gañán, una paròdia dels típics pagesos o gent senzilla de zones rurals de La Manxa, amb els seus típics deixis, frases i expressions.
És fill i net de mestres. El seu pare va aprovar l'oposició d'inspector d'educació amb tot just 25 anys. En 1967 ja s'havia instal·lat en Albacete i va començar a treballar mà a mà amb professors. En 2016, Gabriel Sevilla va col·laborar en un sketch del seu fill a El Hormiguero.
Ernesto pertany al denominat "El quartet d'Albacete", un grup d'humoristes format per ell mateix, Joaquín Reyes, Pablo Chiapella i Raúl Cimas.
Ha col·laborat en diversos curts amb Nacho Vigalondo, en un videoclip del grup Deluxe i pel·lícules com Estirpe de tritones, de Julio Suárez, Pagafantas, Campamento Flipy, Spanish Movie, El gran Vázquez o Torrente 4. Ha participat també al videoclip "Mamá Tierra" de Macaco, en col·laboració amb National Geographic al costat de molts altres rostres coneguts, i que va ser estrenat amb motiu del dia internacional de la Terra. També va col·laborar en un programa de Pasapalabra.
Va presentar i va dirigir el concurs Smonka! a Paramount Comedy, i copresentà al costat de Kira Miró el contenidor de sèries juvenils Cuatrosfera a Cuatro. També va intervenir com "la veu en off" a A pelo, programa presentat per Joaquín Reyes i Raúl Cimas, a la Sexta, i a Buenafuente, a Antena 3.
Des de setembre de 2007 fins a 2009 va ser subdirector i realitzador del programa Muchachada Nui, en La 2 de Televisió Espanyola, on interpreta diversos personatges i on a més ha escrit i dirigit alguns dels més memorables gags com "La Secta", "Le llaman conejo", "El cómico zombie", "¿Quién mató a Springuel?", "Philip Max 1 y 2", "Los Tertulianos", "Las aventuras del joven Rappel" i "Este man esta loco".
Des de 2010 i fins a 2014 va interpretar a Zeus, el fill de Miss Coconut, en la comèdia d'embolic (sitcom) Museo Coconut de Neox, sèrie que a més va dirigir.
Interpreta a Teodoro Rivas a la sèrie de televisió La que se avecina. El seu personatge, germà d'Amador Rivas, va començar amb una participació de 3 capítols on fingeix estar paralític quan no ho està. El juliol de 2015 el personatge va passar a ser fix a partir de la novena temporada, convertint-se en el marit d'Alba Recio, la filla d'Antonio Recio i Berta Escobar.
El 2017, participa en una campanya publicitària d'Amena, com la que ja van fer altres rostres coneguts com Tania Llasera o Risto Mejide.
L'humorista sol protagonitzar moments polèmics i virals com el de l'1 de maig de 2018, durant la celebració del Dia del Treballador, publicant una foto del rei Emèrit Joan Carles I en el seu compte personal d'Instagram.
Al febrer de 2018, presenta la XXXII edició dels Premis Goya al costat de Joaquín Reyes.
L'11 de setembre de 2018 va començar l'emissió de la sèrie Capítulo 0, dirigida per Ernesto i protagonitzada al costat de Joaquín Reyes. La sèrie va sortir sota demanda a #0 de Movistar+. S'hi parodien sèries de televisió de renom amb gèneres definits: ciència-ficció, detectives, sitcom… des d'un punt de vista humorístic, resumint en capítols de menys de mitja hora la trama de tota una sèrie.
L'abril de 2019 es va estrenar la pel·lícula Lo dejo cuando quiera dirigida per Carlos Therón, en la qual Ernesto va tenir un paper principal.

## Vida privada
Des de 2010 fins a 2012 va mantenir una relació sentimental amb l'actriu i presentadora Berta Collado. Posteriorment, a l'octubre de 2015 va començar el seu festeig amb la presentadora de Se Lo Que Hicisteis, Patricia Conde, que finalitzà en 2016.

## Filmografia

### Cinema
| Any  | Pel·lícula                         | Notes                   | Personatge                    |
| ---- | ---------------------------------- | ----------------------- | ----------------------------- |
| 2024 | Cuerpo escombro                    | Comèdia                 | Fermín                        |
| 2023 | La navidad en sus manos            | Comèdia                 | Salva                         |
| 2022 | Camera Café, la película           | Comèdia. Com a Director |                               |
| 2021 | Descarrilados                      | Comèdia                 | Pepo                          |
| 2020 | Hasta que la boda nos separe       | Comèdia                 | Pare de Marina                |
| 2019 | Lo dejo cuando quiera              | Comèdia                 | Arturo                        |
| 2016 | Tenemos que hablar                 | Comèdia romàntica       | Lucas                         |
| 2016 | Embarazados                        | Comèdia romàntica       | Tito                          |
| 2015 | Vostok                             | Curtmetratge            | Nikolai                       |
| 2015 | Rey gitano                         | Comèdia i road movie    | Mariano                       |
| 2013 | Gente en sitios                    |                         |                               |
| 2013 | J. Kramer                          | Curtmetratge            | J. Kramer                     |
| 2011 | La importancia de ser Ornesto      | Curtmetratge            | Javier Sepúlveda              |
| 2011 | Torrente 4: Lethal Crisis          | Acció i Comèdia         | Cambrer boda                  |
| 2010 | No controles                       | Comèdia                 | Presentador de les campanades |
| 2010 | El gran Vázquez                    | Comèdia i Biopic        | Camarero                      |
| 2010 | Campamento Flipy                   | Comèdia                 | Cirilo                        |
| 2010 | Un novio de mierda                 | Curtmetratge            | Novio                         |
| 2009 | Spanish Movie                      | Comèdia i paròdia       | Hombre bar 3                  |
| 2009 | Tritones, más allá de ningún sitio |                         |                               |
| 2009 | Pagafantas                         | Comèdia                 | Primo 1                       |
| 2007 | La gran revelación                 | Curtmetratge            | Scotty                        |

### Sèries
| Any             | Sèrie                | Cadena         | Personatge                      | Episodis    |
| --------------- | -------------------- | -------------- | ------------------------------- | ----------- |
| 2002 - 2004     | La hora chanante     | Comedy Central | Diversos personatges            | 11 episodis |
| 2007 - 2010     | Muchachada Nui       | La 2           | Diversos personatges            | 52 episodis |
| 2009            | Que vida más triste  | laSexta        | Toni                            | 1 episodi   |
| 2010            | Impares              | Antena 3       | Diego                           | 1 episodi   |
| 2010            | Impares Premium      | Neox           | Diego                           | 1 episodi   |
| 2010 - 2014     | Museo Coconut        | Neox           | Diversos personatges            | 33 episodis |
| 2011            | Plaza de España      | La 1           | El Melenas                      | 1 episodi   |
| 2013 - 2019     | La que se avecina    | Telecinco      | Teodoro Rivas Latorre "DJ Theo" | 45 episodis |
| 2015            | Anclados             | Telecinco      | Bosco Figueroa Martorell        | 1 episodi   |
| 2015            | Retorno a Lilifor    | Neox           | Diversos personatges            | 7 episodis  |
| 2017            | El fin de la comèdia | Comedy Central | Ell mateix                      | 2 episodis  |
| 2018 - presente | Capítulo 0           | #0             | Diversos personatges            | 10 episodis |
| 2020            | Válidas              | YouTube        | Ell mateix                      | 1 episodi   |
| 2020            | Por H o por B        | HBO España     | Ernesto Sevilla                 | 1 episodi   |

### Programes
| Dates           | Programes             | Cadena         | Funció            |
| --------------- | --------------------- | -------------- | ----------------- |
| 2001            | Nuevos còmics         | Comedy Central | Còmic             |
| 2004 - 2006     | Noche sin tregua      | Comedy Central | Col·laborador     |
| 2006 - 2010     | Cuatrosfera           | Cuatro         | Presentador       |
| 2005 - 2007     | Smonka                | Comedy Central | Presentador       |
| 2008            | Salvemos Eurovisión   | La 1           | Presentador       |
| 2009            | Premis Goya 2008      | La 1           | Presentador       |
| 2010            | Enjuto Mojamuto       | Online         | Actor de doblatge |
| 2011 - 2016     | El club de la comedia | laSexta        | Còmic             |
| 2016            | La noche de los Oscar | #0             | Col·laborador     |
| 2018            | Premios Goya 2017     | La 1           | Presentador       |
| 2018 - presente | La Resistencia        | #0             | Col·laborador     |

### Altres treballs
| Dates                   | Altres treballs     | Tipus de producció    | Lloc                  |
| ----------------------- | ------------------- | --------------------- | --------------------- |
| 2015 (7 episodis)       | Retorno a Lílifor   | sèrie de televisió    | Guionista             |
| 2015 (7 episodis)       | Retorno a Lílifor   | sèrie de televisió    | Director              |
| 2010-2014 (33 episodis) | Museo Coconut       | sèrie de televisió    | Guionista             |
| 2010-2014 (33 episodis) | Museo Coconut       | sèrie de televisió    | Director              |
| 2013                    | J. Kramer           | Curtmetratge          | Guionista             |
| 2013                    | J. Kramer           | Curtmetratge          | Director              |
| 2009-2010 (20 episodis) | Muchachada Nui      | Programa de televisió | Editor                |
| 2007-2010 (52 episodis) | Muchachada Nui      | Programa de televisió | Guionista             |
| 2007-2010 (49 episodis) | Muchachada Nui      | Programa de televisió | Assistent de direcció |
| 2008 (1 episodi)        | Muchachada Nui      | Programa de televisió | Soundtrack            |
| 2007 (1 performance)    | La crisis carnívora |                       | Soundtrack            |
| 2002-2006 (11 episodis) | La hora Chanante    | Programa de televisió | Guionista             |
| 2002-2006 (5 episodis)  | La hora Chanante    | Programa de televisió | Director              |